# Travis Bell
Travis Bell (Montgomery, 27 ottobre 1998) è un giocatore di football americano statunitense che milita nel ruolo di nose tackle per i Cincinnati Bengals della National Football League (NFL).

## Carriera

### Chicago Bears
Bell fu scelto nel corso del settimo giro (218º assoluto) del Draft NFL 2023 dai Chicago Bears, il primo giocatore della storia del suo istituto a essere selezionato. Fu svincolato il 29 agosto 2023 dopo di che rifirmò con la squadra di allenamento.

### Atlanta Falcons
Il 1º novembre 2023 Bell firmò con gli Atlanta Falcons. Fu svincolato il 19 dicembre.

### Cincinnati Bengals
Il 19 dicembre 2023 Bell firmò con i Cincinnati Bengals. La sua prima stagione si chiuse con due presenze e due tackle.